# Slovenska vinska kraljica
Vinska kraljica Slovenije, »plemenita glasnica slovenskih vin in vinske kulture«, je naziv, ki ga od leta 1996 enkrat letno podelijo slovenski vinarji po vzoru evropskih držav. Vinska kraljica je predstavnica slovenskega vinogradništva in vinarstva, na osnovi javnega natečaja pa jo izbere posebna komisija. Na natečaj se lahko prijavijo slovenska dekleta, ki poznajo okoliščine vinarstva in vinogradništva v Sloveniji. Dodatni razpisni pogoji so starost (od 18 do 25 let), kandidatka mora biti mora samska, obvladovati mora vsaj en svetovni jezik in imeti vozniško dovoljenje. Nosilec projekta Vinske kraljice Slovenije je Pomurski sejem.

## Seznam vinskih kraljic Slovenije
1. 1996: Lidija Mavretič (Metlika)
2. 1997: Selma Lukač
3. 1998: Katarina Jenžur
4. 1999: Irena Kupljen
5. 2000: Martina Stegovec
6. 2001: Jerneja Bratuša (Ljutomer)
7. 2002: Tjaša Koroša (Križevci pri Ljutomeru)
8. 2003: Simona Štraus
9. 2004: Vesna Bajuk (Radovica pri Metliki)
10. 2005/06: Maja Cigoj (Črniče pri Vipavi)
11. 2007: Maja Benčina (Lože pri Vipavi)
12. 2008: Svetlana Širec (Krčevina pri Vurbergu)
13. 2009: Karolina Kobal (Vrhpolje pri Vipavi)
14. 2010: Andreja Erzetič (Vedrijan v Goriških Brdih)
15. 2011: Simona Žugelj (Čuril pri Metliki)
16. 2012: Martina Baškovič (Krška vas)
17. 2013: Neža Pavlič (Dobrnež pri Slovenskih Konjicah)
18. 2014: Špela Štokelj (Planina nad Ajdovščino)
19. 2015: Sandra Vučko (Ljutomer)
20. 2016: Sara Stadler (Bistrica ob Sotli)
21. 2017: Maja Žibert (Šentrupert)[3]
22. 2018: Katarina Pungračič (Drenovec pri Zavrču)
23. 2019: Meta Frangež (Gornja Radgona)
24. 2020/21: Ana Pavlin (Otočec)
25. 2022: Ana Protner (Malečnik)[4]
26. 2023: Maja Pečarič (Metlika) (Kranj)
27. 2024: Sanja Ferjančič (Planina nad Ajdovščino)[5]
28. 2025: Nina Polanec (Jablance pri Zgornji Koreni)[6]